# A Severa

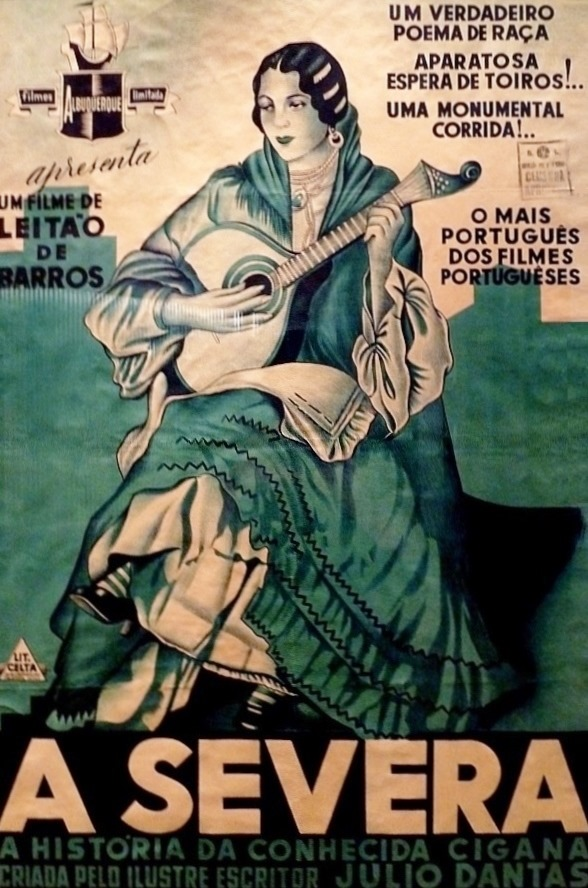
Affiche du film.

A Severa est un film portugais réalisé par José Leitão de Barros et sorti en 1931. C'est le premier film parlant de l'histoire du cinéma portugais.

## Synopsis
L'histoire de la vie de la chanteuse de fado Maria Severa Onofriana, morte à 26 ans, considérée comme la créatrice du genre du fado.

## Fiche technique
- Réalisation : José Leitão de Barros
- Scénario : J. Bernard Brunius, René Clair d'après une pièce de Júlio Dantas (en).
- Photographie : Salazar Dinis, Paul Guichard
- Musique : Frederico de Freitas
- Durée : 110 minutes
- Date de sortie : 
  - Portugal : 17 juillet 1931

## Distribution
- Dina Teresa : Maria Severa Onofriana dite A Severa
- António Luis Lopes : Dom João, Comte de Marialva
- Antonio Lavradio (D. António de Almeida Portugal, 10e Comte d'Avintes) : Dom José
- Ribeiro Lopes : le juge
- Silvestre Alegrim : Timpanas
- Costinha : Marquis de Seide
- Antonio Fagim : Romão, Landlord
- Patrício Álvares : Diogo
- Eduardo Dores : Gypsy
- Oliveira Martins : le Duc

## Production
Le film a été en partie tourné à Paris, dans les studios Tobis.